# Cerco de Salonica (617)
O Cerco de Salonica ou Tessalônica (português brasileiro) ou Tessalónica (português europeu) em 617 ou 618 foi um cerco mal-sucedido de Salonica, o principal reduto do Império Bizantino na Macedônia, pelos ávaros e eslavos (esclavenos) que se assentaram nas cercanias. Foi a última e bem-organizada tentativa ávara de tomar a cidade. Durou 33 dias e envolveu uso de máquinas de cerco, mas no final falhou. A principal fonte para estes eventos são os Milagres de São Demétrio, escritos em homenagem ao santo patrono a cidade, São Demétrio.

## Antecedentes
No último terço do século VI, os Bálcãs bizantinos foram ameaçados por invasões em larga escala dos ávaros, sediados na planície da Panônia, e seus aliados eslavos, sediados ao norte do Danúbio, que marcavam a fronteira do Império Bizantino. Os bizantinos, com foco na fronteira oriental, onde enfrentavam o Império Sassânida numa guerra prolongada, foram incapazes de manter uma defesa efetiva da região: após a queda de Sirmio em 582 e de Singiduno no mesmo ano, os Bálcãs ficaram abertos para os raides ávaros.
Junto com os ávaros, a brecha na Fronteira do Danúbio permitiu que as tribos eslavas invadissem mais e mais ao sul em direção a Grécia e começassem um gradual processo de assentamento nestas áreas, porém, a extensão, cronologia e outros detalhes são muito debatidos. Durantes estas invasões, talvez em 586 (embora 597 seja uma data alternativa), Salonica, a mais importante cidade dos Bálcãs depois da capital imperial de Constantinopla, foi sitiada pelos ávaros e seus auxiliares eslavos por sete dias, como descrito nos Milagres de São Demétrio, uma coleção de milagres atribuídos ao patrono da cidade em dois livros, um escrito ca. 610 e o outro em torno de 680.
Após a paz ter sido ganha com os persas no Oriente em 591, o imperador Maurício (r. 582–602) e seus generais foram capazes de expulsar os invasões numa série de campanhas. Contudo, as vitórias de Maurício não conseguiram restaurar a estabilidade da Fronteira do Danúbio devido à rebelião do exército danúbio em 602, que provocou sua deposição e morte e a ascensão do usurpador Focas (r. 602–610). A renovação da guerra com a Pérsia significou o colapso da fronteira danúbia nas primeiras décadas do século VII, com forças imperiais sendo retiradas para o Oriente. Focas e seu sucessor Heráclio (r. 610–641) compraram a paz com os ávaros através de tributos anuais, mas os eslavos mais uma vez tinham o caminho livre para invadir os Bálcãs, e em 604, uma força de 5 000 homens subitamente atacou Salonica à noite, mas falhou em escalar os muros da cidade, pois a mesma havia sido fortificada.

## Cerco e rescaldo

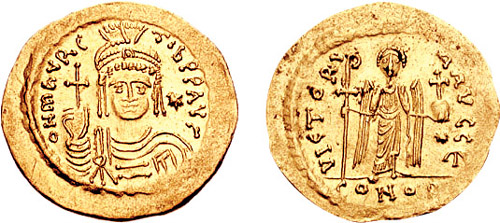
Soldo de Maurício r.

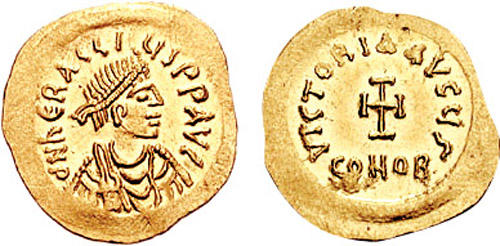
Tremisse de Heráclio r.

Não foi até os anos 610, contudo, que os ávaros e os eslavos renovaram a ofensiva deles; várias cidades parecem ter caído e/ou sido abandonadas nessa época, com muitos refugiados partindo para o sul. Em 615, uma coalizão de tribos eslavas sob um certo chefe Chátzon aparentemente independente dos ávaros, atacou Salonica, mas falhou. Após este fracasso, os eslavos se viraram para os ávaros, e enviaram emissários para o grão-cã, seduzindo-o com promessas de grandes riquezas que podiam ser encontraras na cidade, e o fato de que Salonica era o refúgio final para os bizantinos "das regiões danúbias, Panônia, Dácia, Dardânia e as outras províncias e cidades" a fugir dos raides eslavos e ávaros.
O ataque ávaro materializou-se em 617 (ou possivelmente 618), uma vez que precisavam de tempo para mobilizar as várias tribos sujeitas. De acordo com a narrativa dos Milagres de São Demétrio, o ataque foi inesperado: os ávaros primeiro enviaram batedores para capturar qualquer pessoa que encontrassem fora dos muros da cidade. O grão-cã com o grosso de suas forças, incluindo pesadas armas de cerco, catapultas, aríetes e torres de cerco, chegou alguns dias depois. O imperador Heráclio, surpreso pelo ataque ávaro e fortemente comprometido contra os persas, foi incapaz de enviar qualquer ajuda; exceto alguns poucos navios com suprimentos que chegaram a tempo, a cidade foi forçada a confiar em suas próprias forças.
Embora a sofisticação técnica dos sitiantes ser sem precedentes, eles ainda foram aparentemente incapazes de fazer uso pleno disso devido a inexperiência: uma torre de cerco desmoronou e matou sua horda, enquanto os aríetes se mostraram ineficazes contra os muros da cidade. O cerco foi muito melhor organizado do que as tentativas anteriores, contudo, se arrastou por 33 dias. No fim, o grão-cã chegou a um acordo em troca de ouro, mas não antes de queimar as igrejas da paisagem circundante. Os eslavos, por outro lado, venderam seus cativos para os tessalônios. Por uma geração, até o grande cerco eslavo de ca. 676-678, Salonica permaneceria em paz com seus vizinhos eslavos.